# Servigny-lès-Sainte-Barbe
Servigny-lès-Sainte-Barbe är en kommun i departementet Moselle i regionen Grand Est (tidigare regionen Lorraine) i nordöstra Frankrike. Kommunen ligger i kantonen Vigy som tillhör arrondissementet Metz-Campagne. År 2022 hade Servigny-lès-Sainte-Barbe 467 invånare.

## Befolkningsutveckling
Antalet invånare i kommunen Servigny-lès-Sainte-Barbe
| Referens: INSEE |